# Jardwadjali
 (octobre 2016).
Si vous disposez d'ouvrages ou d'articles de référence ou si vous connaissez des sites web de qualité traitant du thème abordé ici, merci de compléter l'article en donnant les références utiles à sa vérifiabilité et en les liant à la section « Notes et références ».

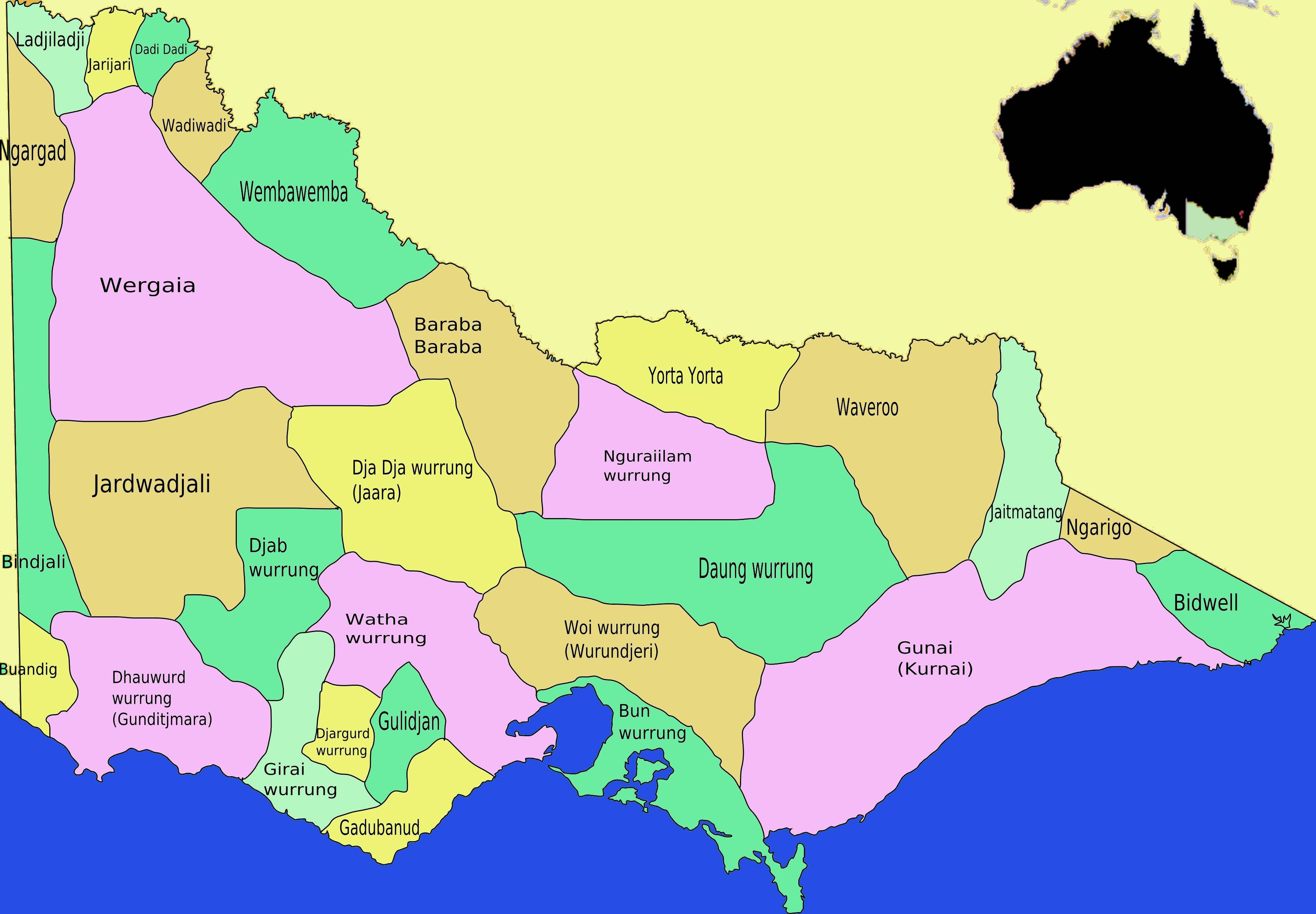
Carte des tribus aborigènes du Victoria (par langue).

Le peuple Jardwadjali (également connu sous le nom Jadawadjali) est un peuple d'Aborigènes d'Australie qui occupe les terres du bassin versant supérieur du fleuve Wimmera à l'est des Grampians et à l'ouest du lac Bringalbert à l'ouest du Victoria.
Les villes de Horsham, Cavendish, Coleraine, Asply, Minyip et Donald sont sur leur territoire.
Il y avait 37 clans Jardwadjali qui formaient une alliance avec le peuple voisin Djab wurrung pour les mariages, le partage de la culture et le commerce. La société Jardwadjali est matrilinéaire.